# Autozam Clef
Der Autozam Clef ist ein PKW-Modell der Mazda-Marke Autozam. Erhältlich war das in der Mittelklasse angesiedelte Modell auf dem japanischen Markt von Mai 1992 bis März 1994. Einige Einheiten wurden auch nach Neuseeland exportiert.

## Geschichte
Die Basis des Clef stellt der japanische Mazda Cronos/626 bzw. Ẽfini MS-6 dar. Im ersten Verkaufsmonat belegte der Clef den dritten Platz der meistverkauften Fahrzeuge der Marke Autozam. Danach sanken die Verkaufszahlen rapide und zwangen Mazda bereits im März 1994, die Produktion einzustellen.
Der Clef war die größte Limousine und zugleich auch das Topmodell der Marke Autozam, jedoch stellte die Breite des Fahrzeugs für die japanischen Käufer ein Problem dar. Da der Clef weitgehend mit den anderen Autos der Mazda GE-Plattform wie dem 626 identisch war und somit auch so breit wie diese, hatten japanische Käufer, die bereit waren, für ein breiteres Auto von Mazda zusätzliche Steuern zu zahlen, viele verschiedene Möglichkeiten zur Auswahl, und der Clef war in der Regel nicht die erste Wahl. Von allen damals verkauften Autozam-Produkten übertraf nur der Clef die vorgeschriebenen Breitenmaße für die niedrigeren Steuerklassen; die anderen Autozam-Produkte waren entweder Fahrzeuge der Kei-Klasse oder Kleinstwagen und wurden daher den kleineren Steuerklassen zugeordnet.

### Motoren und Technik
Das Einsteigermodell war der 2.0 4WD mit einem 2,0-Reihenvierzylinder des Types FS-DE und einer maximalen Leistung von 92 kW (125 PS). Diese Version hatte permanenten Allradantrieb. Der Verbrauch lag bei etwa 10,6 Litern auf 100 Kilometer. Die mittlere Motorisierung stellte ein 2,0-Liter V6-Motor des Types KF-ZE dar, der eine maximale Leistung von 118 kW (160 PS) entwickelte. Zum Einsatz kam dieser in den Modellvarianten V6 2.0 und V6 2.0 Type LS. Hier lag der Verbrauch bei etwa 10,4 Liter auf 100 km. Die Topmotorisierung war ein 2,5-Liter-V6-Motor des Types KL-ZE mit einer Leistung von 147 kW (200 PS). Eingesetzt wurde dieser in den Modellreihen V6 2.5, V6 2.5 X und V6 2.5 XS. Mit einem Verbrauch von etwa 9,7 bis 9,9 Liter auf 100 km ist hier der Verbrauch sogar am niedrigsten. Alle angebotenen Versionen hatten ein 4-Stufen-Automatikgetriebe.